# Житня (деревня, Брянская область)
Житня — деревня в Почепском районе Брянской области, входит в состав Чоповского сельскокого поселения, находится в 8 км к северо-западу от Почепа, в 1 км к востоку от одноименного посёлка. Упоминается с начала XVIII века в составе Почепской (2-й) сотни Стародубского полка. С 1782 по 1918 в Мглинском повете, уезде (с 1861 - в составе Почепской волости); в 1918-1929 в Почепском уезде (Почепская волость). В середине XX века - колхоз "Красная звезда". С 1920-х годов по 1959 в Васьковичском, Чернецкослободском сельсовете; в 1959-1978 в Чоповском сельсовете, в 1978-2005 в Житнянском сельсовете (центр – деревня Бумажная Фабрика).

## История
На 1723 г. указана деревня Житня при безымянной протоке. Казаков не было.Крестьяне, жившие здесь принадлежали Почепским сотникам Рославцам.Грунтовым крестьянам принадлежало 30 дворов, а бобылям - 8 хат.47 дворов и 47 хат принадлежали П.В. Завадовскому и 8 дворов и 9 хат принадлежали бунчуковому товарищу Лашкевичу.
В 1905 г. в Житне, купцами А.М., М.М. Гузиковыми и С.Г. Лавренко был основан винокуренный завод, заведующим которого в 1910 г. был К.Ф. Шульц и за этот год при 10 рабочих и 8 лошадях было изготовлено 15 тыс. вёдер чистого спирта.

## Население
| 2010 | 2013 |
| ---- | ---- |
| 212  | ↘197 |